# Dmitrij Pisariew

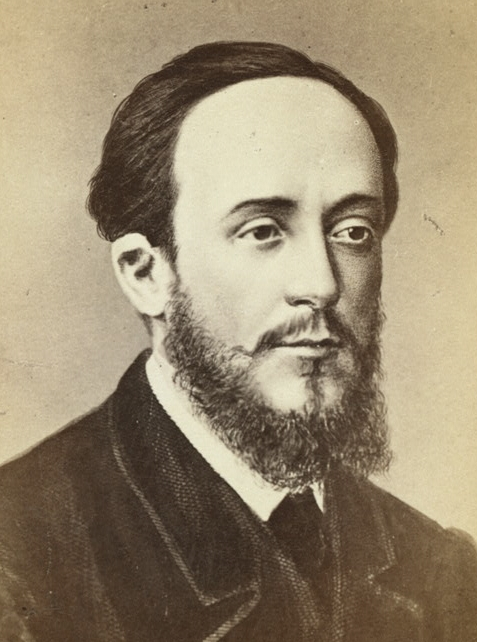

Dmitrij Iwanowicz Pisariew (ros. Дми́трий Ива́нович Пи́сарев, ur. 14 października 1840 we wsi Znamienskoje w guberni orłowskiej, zm. 16 lipca 1868 w Dubbeln k. Rygi) – rosyjski krytyk literacki i publicysta, jeden z ideologów rewolucyjnych demokratów.

## Życiorys
W 1856 ukończył ze złotym medalem gimnazjum, a w 1861 Wydział Historyczno-Filologiczny Uniwersytetu Petersburskiego. Opanował języki francuski i niemiecki. Od 1858 publikował w piśmie "Rasswiet", gdzie od 1859 regularnie zamieszczał recenzje, później redagował i współpracował z pismami "Russkoje słowo", "Dieło" i "Otieczestwiennyje zapiski". W 1860 z powodu przepracowania oraz wieloletniej nieodwzajemnionej miłości do kuzynki popadł w chorobę psychiczną, w związku z czym na cztery miesiące trafił do szpitala psychiatrycznego. W 1862 w nielegalnej studenckiej drukarni wydał broszurę broniącą A. Hercena. Głosił poglądy rewolucyjno-demokratyczne, został zwolennikiem idei utopijnego socjalizmu, prowadził propagandę rewolucyjną. Rozwinął "teorię socjalizmu", której istota sprowadzała się do rozwoju przemysłowego kraju. Wysoko cenił nauki przyrodnicze, które uznawał za środek edukacji i siłę produkcyjną. 2 lipca 1862 za opublikowanie nielegalnej proklamacji "Bazarow" został aresztowany i osadzony w Twierdzy Pietropawłowskiej do 18 listopada 1866. Podczas pobytu w więzieniu pisał swoje prace. Ze stanowiska wulgarnego materializmu i pozytywizmu krytykował filozofię idealistyczną. W popularyzacji nauk przyrodniczych upatrywał źródła postępu. Wobec literatury stosował kryteria utylitarne, traktując ją jako popularną formę dydaktyki. Jego programowe artykuły to "Bazarow" (1862), "Riealisty" (1864) i "Myslaszczij proletariat" (1865). Jest również autorem prac "Heinrich Heine" i "Zniszczenie estetyki".